# 宿敵

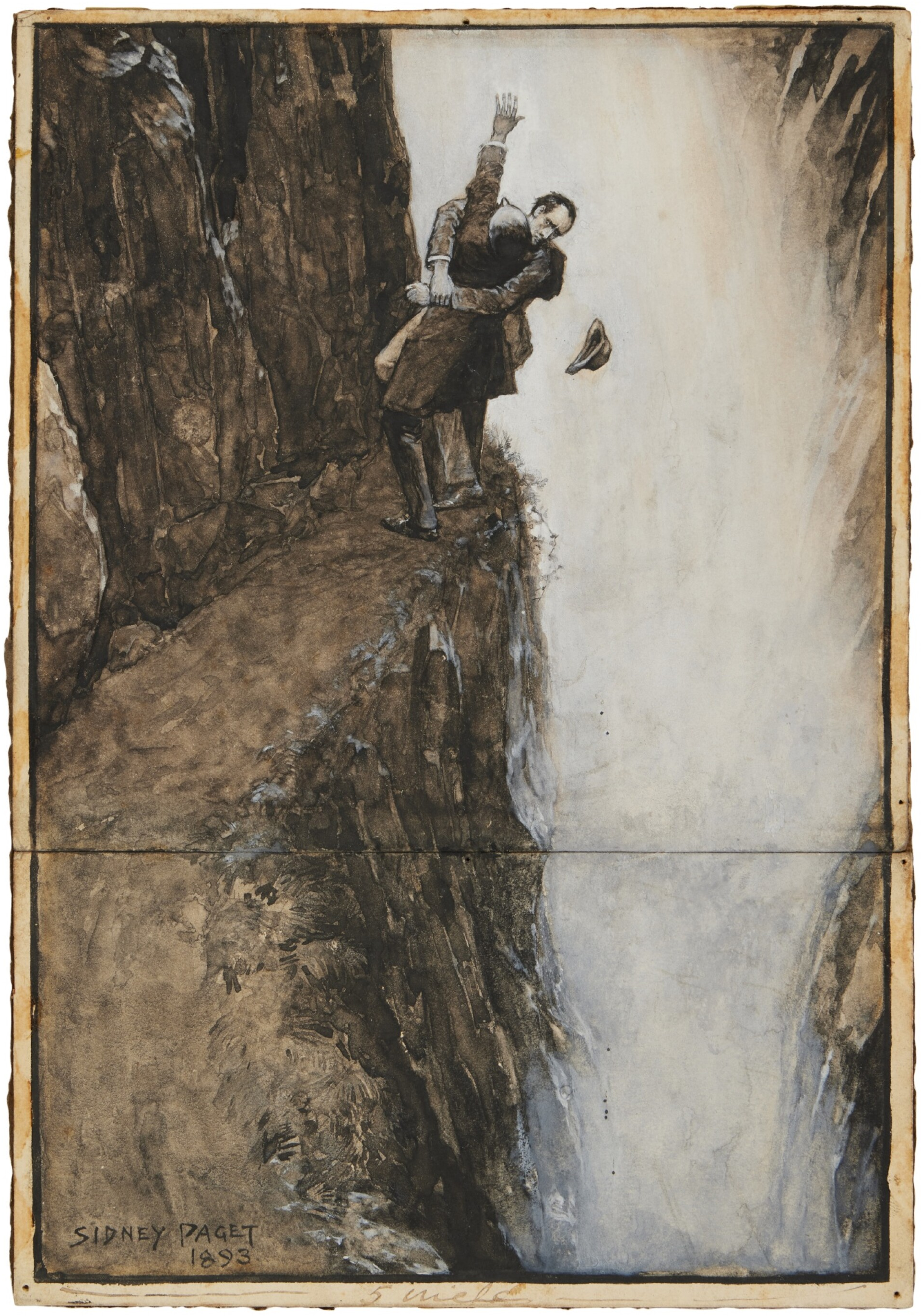
宿敵モリアーティ教授と格闘するシャーロック・ホームズ

宿敵（archenemy、またはarch-enemy）とは、その人物にとって主に敵対する相手のことを指す  。フィクションでは、ヒーロー（または主人公）の最も目立ち、最も有名な敵キャラクターのことである。
ゲームで使われることも多く、代表例としてはマリオとクッパ(またはドンキーコング)。

## 語源
archenemyまたはarch-enemyという単語は、16世紀半ば頃にarch- （「導く」を意味するギリシャ語のἄρχω archoから）とenemy（敵）の組み合わせから生まれた。
宿敵（archenemy）は、ライバル（archrival）、主敵（archfoe）、大悪党（archvillain）、または強敵（nemesis）と呼ばれることもある。ただし、実際には、強敵（nemesis）は宿敵（archenemy）とは区別することもある。その場合、強敵はヒーローにとって長年の敵ではなくても、ヒーローが倒せない（またはヒーローを倒してしまう）敵のことを指す。

## 参照
- 敵役
- ローグ・ギャラリー
- 悪役 - 仮面の悪役／スーパーヴィラン／怪人（魔人）